# Typographia Societatis Bipontinae
Die Typographia Societatis Bipontinae war die Druckerei, in der seit 1780 die vom Zweibrücker Verlag Societas Bipontinae besorgten Buchausgaben lateinischer und altgriechischer Klassiker (sog. Editiones Bipontinae) hergestellt wurden. 
Nachdem Zweibrücken 1793 von der französischen Revolutionsarmee besetzt und die Druckerei der Societas Bipontina geplündert worden war, wurde die Buchproduktion in den Jahren 1795 bis 1797 unterbrochen. 1798 nahmen der Verlag und die Druckerei ihre Tätigkeit in Straßburg (lat. Argentoratum) wieder auf und setzten sie bis 1811 fort.